# Майкъл Колинс (астронавт)
 Тази статия е за американския астронавт.  За ирландския политик вижте Майкъл Колинс (политик).  
Майкъл Колинс (на английски: Michael Collins) е бивш американски астронавт, пилот на Командния модул на Аполо 11.

## Биография
Майкъл Колинс е роден на 31 октомври 1930 г. в Рим, Италия. Завършва Американската военна академия в Уест Пойнт през 1952 г. Служи като летец-изпитател във Военновъздушните сили на САЩ през периода 1952 – 1962 г. Приет е с третата група астронавти на НАСА през 1963 г. 

## Полети
Майкъл Колинс е летял в космоса като член на екипажа на следните мисии:
- Джемини 10 (18 юли 1966 – 21 юли 1966 г.)
- Аполо 11 (16 юли 1969 – 24 юли 1969 г.)

| Космически полети на Майкъл Колинс                          | Космически полети на Майкъл Колинс | Космически полети на Майкъл Колинс | Космически полети на Майкъл Колинс | Космически полети на Майкъл Колинс |
| №                                                           | Дата                               | КК                                 | Функции                            | Продължителност                    |
| ----------------------------------------------------------- | ---------------------------------- | ---------------------------------- | ---------------------------------- | ---------------------------------- |
| 1                                                           | 18 юли 1966                        | „Джемини 10“                       | Пилот                              | 2 денонощия 22 часа 46 мин 39 сек. |
| 2                                                           | 16 юли 1969                        | „Аполо 11“                         | Пилот на командния модул           | 8 денонощия 3 часа 18 мин 35 сек.  |
| Сумарно време в космоса – 11 денонощия 2 часа 5 мин 14 сек. |                                    |                                    |                                    |                                    |

## След космоса
След като се оттегля от НАСА през 1970 г. той започва работа в Държавния департамент на САЩ, както помощник държавен секретар за връзки с обществеността. Година по-късно той става директор на Национален музей на въздуха и космоса. Той заема този пост до 1978 г., когато се оттегля, за да стане заместник на Смитсъновия институт. През 1980 г. той започва работа като заместник-председател на LTV Aerospace. Той подава оставка през 1985 г., за да започне свой собствен бизнес.

## Личен живот
Майкъл Колинс е женен. Със съпругата си Патриша имат три деца: Кейт, Ан, и Майкъл-младши

## Награди и отличия
В негова чест са наречени:
- Кратер на Луната;
- Астероид – 6471 Колинс;